# Éco-anxiété
Ne doit pas être confondu avec Solastalgie.
L’éco-anxiété ou écoanxiété désigne l'« anxiété provoquée par les menaces environnementales qui pèsent sur notre planète » ou une « forme d'anxiété liée à un sentiment d'impuissance face aux problématiques environnementales contemporaines (dérèglement climatique, destruction des écosystèmes, multiplication des catastrophes naturelles, etc.). (Cette peur chronique d'une catastrophe écologique irréversible touche surtout les 18-24 ans.) ». C'est un néologisme désignant l'ensemble des émotions liées au sentiment de fatalité vis-à-vis des diverses crises écologiques (dérèglement climatique et effondrement de la biodiversité notamment). Ces émotions sont principalement la peur, la tristesse et la colère, induites par le constat de l'inaction ou de l'insuffisance des actions prises en faveur de la planète, par les gouvernements et les populations. L'écoanxiété peut conduire à une dépression ou à un trouble anxieux, voire à des manifestations somatiques typiques d’un stress prolongé.

## Définitions
De manière générale, l'éco-anxiété est l'expression de fortes émotions face à la dégradation de l'état de la planète, de la pollution, la dégradation des sols, l'effondrement de la biodiversité, la gestion de l'eau, ou encore le changement climatique, associées à la conviction que pas assez n’est fait pour éviter les désastres en cours de réalisation. Le spectre émotionnel de l'écoanxiété inclut l'angoisse, la frustration, la colère, le sentiment d'absence d'influence politique ou sociale et la culpabilité. Parmi ces craintes, des idées comme la mort et la fin du monde sont prépondérantes.  L'Association Américaine de Psychiatrie (APA) définit l'éco-anxiété comme "la peur chronique d'un cataclysme environnemental résultant de l'observation de l'impact apparemment irrévocable du changement climatique et de l'inquiétude qui en découle pour son propre avenir et celui des générations suivantes".
La différence principale entre l'éco-anxiété et la solastalgie est le ressenti de la détresse écologique dans la durée. Le premier se ressent par anticipation d'un évènement catastrophique environnemental, tandis que la solastagie est une réaction émotionnelle proche de la nostalgie, liée au constat de perte d’éléments présents dans le passé (le chant de certains oiseaux, des hivers neigeux, un paysage particulier...
Le mot « écoanxiété » est entré dans le dictionnaire Le Robert en 2023 avec la définition suivante : « Anxiété provoquée par les menaces environnementales qui pèsent sur notre planète ».

### En psychologie et en psychiatrie
N’étant pas une maladie mentale, l'éco-anxiété ne figure pas dans le Manuel diagnostique et statistique des troubles mentaux-(DSM)de l'Association Américaine de Psychiatrie (American Psychiatric Association (APA)). L'APA décrit toutefois l'éco-anxiété comme une peur chronique d'une ou de catastrophes environnementales. Pour Bhullar et al. (en 2022 dans The Lancet ; Lancet Planetary Health), l'Anxiété climatique n’a pas besoin d’un diagnostic de trouble de santé mentale et de nombreux experts estiment qu'il faut prendre soin mais sans veiller à « pathologiser l’anxiété climatique comme trouble de santé mentale, car cela transmet le mauvais message qu’il s’agit d’un problème individuel, ou d’un problème causé par un certain type de dysfonctionnement chez l’individu, nécessitant une intervention thérapeutique, peut-être même des médicaments ». En 2021, Stein et ses collègues « mettent en garde contre la classification des variations comportementales comme maladie ou trouble. La nature de l’anxiété climatique perçue à travers différents prismes culturels pourrait également l’empêcher de satisfaire aux critères de diagnostic d’un trouble mental, et il est difficile de prouver que cette anxiété est excessive, en raison de la menace réelle du changement climatique pour le bien-être individuel et collectif ».
De nombreux psychiatres et psychologues s'emparent de la question. C'est le cas notamment aux États-Unis de la Climate Psychology Alliance (CPA) — à l'origine du courant de la climate psychology — ou de la Climate Psychiatry Alliance. La psychiatre américaine Lise Van Susteren s'avance ainsi dès 2016 à qualifier l'éco-anxiété non pas comme une maladie mais comme l'expérience d'un « stress pré-traumatique ». En France, les psychiatres Antoine Pelissolo et Célie Massini ont étudié les conséquences directes et indirectes du changement climatique sur la santé mentale,,.
Des thérapies de groupes effectuées dans un espace sûr (en psychologie, selon Anderson (2021), la notion d'« Espace sûr » fait généralement référence à des efforts concertés pour promouvoir l’émotionnel et le bien-être psychologique des personnes marginalisées ; avec donc une notion sous-jacente de protection (dont contre le risque de jugement). Elles permettent aux climatologues et chercheurs de « produire des expériences positives et cathartiques pour les scientifiques de l’environnement en partageant leurs émotions et leurs expériences avec leurs pairs, tant sur les défis de leur vie professionnelle que sur les difficultés de traitement sentiments à l’égard de leurs sujets de travail et de la crise climatique. De plus, (...) les participants ont bénéficié du partage de stratégies pour faire face à l'aspect émotionnel du bilan de la crise climatique ».

## Causes
Les causes de ce mal-être, notamment chez les jeunes, sont principalement liées à la conscience de la dégradation constante de l'état de la biosphère et du climat, et surtout à la conscience de l'insuffisance et de l'inefficacité de la somme des actions visant à résoudre les crises environnementales. Certains estiment que la surinformation des individus, par le biais d'Internet notamment — très utilisé par les jeunes (14-25 ans) — contribue au fait qu'ils sont les principales victimes de l'éco-anxiété.
Le vocabulaire des discours écologiques encourage l'éco-anxiété, comme les termes d'effondrement et d'extinction. La manière dont les scientifiques formulent la problématique sont aussi une cause d'éco-anxiété.
La psychiatre Laelia Benoit considère que le constat du changement climatique confronte les gens aux quatre préoccupations existentielles fondamentales :  la mort  (par le constat des pertes écologiques et la mortalité),  la liberté (par les choix que nous prenons qui conditionnent nos impacts environnementaux), l'isolement (lorsque nous oscillons entre conscience de responsabilité individuelle et (ir)responsabilité collective), et l'absence de sens  (dans l’interrogation sur ce qui peut être notre raison d'être et nos motivations d’agir au quotidien face à l’énormité de la crise environnementale). Pour elle, il n’est pas étonnant qu’une réaction commune soit de ne pas aborder ces questions du fait de l’incapacité de pouvoir y faire face . Ainsi, une réaction de réponse alternative à l’éco-anxiété est elle la résignation et la fuite.

## Histoire

### Évolution du terme
En 1970, l'historien américain Theodore Roszak théorise l'éco-anxiété comme une peur par anticipation d'un évènement catastrophique environnementale.
Le terme d'éco-anxiété apparait dans les années 1990 par le biais de plusieurs spécialistes de l'environnement, comme la médecin-chercheuse Véronique Lapaige qui en propose une définition en 1996.
Dans les années 2000, le concept de tristesse climatique est consolidé par celui de solastalgie, par le chercheur australien Glenn Albrecht et leur médiatisation accompagne la prise de conscience des effets de la double crise, climatique et de la biodiversité sur l'état de santé psychique des individus.
En France, le mot est vulgarisé dans les médias lors de la période de canicule en 2019, et de plus en plus de recherches et de publications paraissent à partir de 2020,.

### Évolution du phénomène
Les éco-anxieux se trouvent parmi les personnes sensibles aux problèmes liés au réchauffement de la planète. Leur part dans la population générale augmente : en 2021, une étude de Young People's Voices on Climate Anxiety, Government Betrayal and Moral Injury : A Global Phenomenon, d'une ampleur sans précédent, publiée par la revue The Lancet Planetary Health a porté sur 10 000 jeunes de 16 à 25 ans, étudiés dans dix pays différents, dont des pays du Sud (Brésil, Inde, Nigeria et Philippines) : 84 % se disaient « inquiets » de l'état de la planète et 59 % « très inquiets »,. La moitié des répondants se disaient anxieux, tristes et en colère concernant la crise climatique, et les jeunes répondants étaient plus nombreux à ressentir de la colère ou de la trahison (près de 60 %), plutôt que de la confiance (environ 30 %), envers leurs gouvernements. 

En 2022, une autre étude réalisée auprès de 2 080 adultes résidant dans des pays francophones d'Europe et d'Afrique, bien que la plupart des participants rapportent faire l'expérience occasionnelle d'éco-anxiété, 11,67 % présentent des niveaux significativement élevées d'éco-anxiété, associés à des répercussions dans leur vie quotidienne, telles qu'une incapacité à se rendre au travail ou à l'école en raison de la détresse occasionnée. Une grande étude épidémiologique de l'éco-anxiété en population générale américaine, évaluée à l'aide de critères cliniques standardisés, a été publiée en 2023 et conclut à une prévalence moyenne de 3 % dans la population américaine, et des prévisions annoncent que la situation devrait empirer : ainsi, dans la revue Nature (07 mai 2025), Rosanna Gualdi & Raya Muttarak estiment que « Le risque climatique pour les jeunes générations va exploser ; Une analyse montre qu’une grande partie des générations futures seront exposées à des événements climatiques extrêmes qui ne se produiraient qu’une fois tous les 10 000 ans en l’absence de réchauffement climatique ».
En France, un rapport du Conseil économique, social et environnemental  publié en octobre 2023 estime que quatre Français sur cinq seraient touchés par l'éco-anxiété, et qualifie cela de «niveau d'éco-anxiété jamais atteint».  À côté de préoccupations liées au réchauffement climatique, les auteurs notent aussi une conscience devenue plus aiguë des inégalités « et de leurs conséquences sur l'accès à l'emploi, l'éducation, la santé, les services publics et la mobilité » et une conscience de la baisse du pouvoir d'achat (50 % des sondés disent que leur pouvoir d'achat répond tout juste à leurs besoins essentiels, ou n'y répond pas). Le Conseil économique, social et environnemental presse les pouvoirs publics à réagir « sans attendre » pour une transition juste. D’autres travaux estiment la part de population fortement concernée en France à 5%, et selon une étude publiée en avril 2025 par l'Agence de la transition écologique (Ademe), une forte éco-anxiété toucherait 10 % des Français âgés de 15 à 64 ans, soit 4,2 millions de personnes.

## Éco-anxiété comme moteur d'action
L'éco-anxiété est une souffrance, mais elle peut aussi être un moteur d'action.
Cet état provoque un effet de responsabilité et d'engagement de l'individu, notamment face au réchauffement climatique, allant du débat sur la pertinence de faire des enfants dans un cadre de surpopulation de la planète à des changements de comportements de de consommateur, à la participation à des mouvements collectifs de recherche et d'expérimentation.
Parce qu'elle n'est pas irrationnelle, ni provoquée par un contexte sur lequel on peut avoir l'impression d'avoir prise, ni par un évènement de type accident ou un viol, l'éco-anxiété ne peut pas être soigné par une thérapie classique,; Ceci peut pousser les éco-anxieux à trouver, individuellement et/ou collectivement, des solutions concrètes. L'exemple le plus célèbre est la grève scolaire pour le climat de Greta Thunberg.
Une étude (2022) conduite auprès d'environ 300 jeunes adultes américains conclut que l'action collective diminue ou supprime les effets mentaux négatifs de l’éco-anxiété, ce qui n'est pas le cas de l’action individuelle. La même année (2022), une autre étude montre que la fonction mobilisatrice de l'éco-anxiété dépend néanmoins aussi du niveau de sévérité de cette dernière ; trop intense, l'éco-anxiété peut inhiber la capacité à agir, C'était aussi l'une des conclusions d'une étude (2019) portée par la praticienne en analyse psycho-organique Charline Schmerber : 30 % témoignaient que leur sentiment d'éco-anxiété bloquait leur mouvement et leur regard vers l'avenir, mais 60 % trouvaient dans l'action une stratégie à leurs angoisses.

### L'éco-féminisme
Les émotions fortes liées à la dégradation de la planète ont encouragé les mouvements antinucléaires des écoféministes des années 1980. L'écoféminisme et l'écoanxiété sont mis en liens selon trois éléments : la facilité qu'ont les femmes a exprimer leurs émotions (leur anxiété), l'idée de la femme créatrice de vie ; qui est par conséquent proche de la planète « mère-nature » (ensemble qui rapproche aussi l'image de la sorcière). Pour les femmes engagées dans les mouvements d'écoféminisme, la tristesse n'est pas synonyme d'impuissance. Ainsi, l'écrivaine et sorcière auto-proclamée Starhawk raconte l'impact qu'ont eu les émotions, bonnes comme mauvaises, sur les actions écologiques des femmes notamment en 1981.

## Éco-anxiété dans la culture
Les engagements liés à l'éco-anxiété se manifestent aussi dans la culture.
Aurélie Valognes avoue en 2019 avoir écrit son roman La Cerise sur le gâteau après avoir eu une crise d'angoisse écologique, et retranscrit cette peur dans la prise de conscience de ses personnages.
En juin 2022, les dessinateurs Olivier Pog et Séverine Lefebvre signent ensemble la bande dessinée L'ami colocataire, sur le thème de l'éco-anxiété.

#### Ouvrages en langue française
- Bibliographie commentée - Les jeunes face à l'éco-anxiété et autres émotions liées au dérèglement climatique, juin 2023, par Émilie Bec (CREAI-ORS Occitanie), avec la contribution de Laure Hatcher-Séguy, coordinatrice du Drapps Occitanie

Par ordre chronologique :
- Allard, L., Monnin, A., & Tasset, C., « Est-il trop tard pour l’effondrement ? », Multitudes, (3), 2019, 53-67 (résumé)
- Desbiolles, Alice (2020) L'éco-anxiété, vivre sereinement dans un monde abimé, Fayard, 2020
- Laure Noualhat, Comment rester écolo sans finir dépressif, Éditions Tana, 2020
- Pelissolo A et Massini L (2021) Les Émotions du dérèglement climatique, Flammarion
- Larouche, Noémie, Écoanxiété : L'envers d'un déni, Multimondes, 2021, 160 p. (ISBN 9782897732288)
- Lauwerier, Rémi, Verdier, Théo et Prokofyeva, Yana, Des Européens éco-anxieux ? : le changement climatique à l'épreuve du quotidien, La Tour-d'Aigues et Paris, éditions de l'Aube et Fondation Jean-Jaurès, coll. « Monde en cours / La petite boîte à outils », 2022, 93 p. (ISBN 978-2-8159-4930-9, ISSN 2727-8530, BNF 47047610, SUDOC 26416699X)
- Schmerber C., Le petit guide de (sur)vie pour éco-anxieux, Philippe Rey, 2022
- Anthony Cortes et Sébastien Leurquin, L'affrontement qui vient : de l'éco-résistance à l'éco-terrorisme?, Monaco, Éditions du Rocher, 2023, 242 p. (ISBN 978-2-268-10873-5, BNF 47235052, SUDOC 268966001).
- Alice Desbiolles, Faire de son éco-anxiété un moteur de changement, Vanves, Marabout, coll. « Poche Marabout », 2023, 190 p. (ISBN 978-2-501-17653-8, ISSN 2265-0849, BNF 47258169, SUDOC 270328890).
- Camille Étienne, Pour un soulèvement écologique : dépasser notre impuissance collective, Paris, éditions du Seuil, 2023, 160 p. (ISBN 978-2-02-150187-2, BNF 47264777, SUDOC 27002865X)
- Pierre-Éric Sutter et Sylvie Chamberlin, Bien vivre son éco-anxiété, Prendre soin de soi en prenant soin du monde, Géréso édition, 2023, 281 p.
- Inês Lopes, Les visages de l'écoanxiété, Écosociété, coll. « Radar », 2023, 152 p.
- Johannes Hermann, Face à l'éco-anxiété, quelle espérance ?: Témoignage d'un écologiste chrétien, Salvator, 2024, 144 p. (ISBN 978-2706723681)

#### Articles en langue française
- « L’écoanxiété, le mal de l’époque » (dossier), Les Enquêtes imprimées, no 1,‎ juin 2022 (e-ISSN 2827-0738, lire en ligne [PDF]).
- « Le meilleur remède contre l'éco-anxiété » (dossier), Bonpote,‎ février 2024 (lire en ligne)
- Marie-Élaine Desmarais, Rhéa Rocque et Laura Sims, « Comment faire face à l’éco-anxiété : 11 stratégies d’adaptation en contexte éducatif », Éducation relative à l'environnement, vol. Volume 17-1,‎ 2022 (ISSN 1373-9689 et 2561-2271, DOI 10.4000/ere.8267, lire en ligne, consulté le 17 juillet 2025)
- H. Jalin, C. Chandes, A. Congard et A.-H. Boudoukha, « Appréhender l’éco-anxiété : une approche clinique et phénoménologique », Psychologie Française, vol. 69, no 1,‎ mars 2024, p. 35–47 (ISSN 0033-2984, DOI 10.1016/j.psfr.2022.03.003, lire en ligne, consulté le 17 juillet 2025)

#### Articles et ouvrages en langue anglaise
- (en) Elizabeth Marks et al., « Young People's Voices on Climate Anxiety, Government Betrayal and Moral Injury : A Global Phenomenon », The Lancet, 2021 (lire en ligne)
- (en) Blanche Verlie, Field Guide to Climate Anxiety: How to Keep your Cool on a Warming Planet-Sarah Jaquette Ray, A Field Guide to Climate Anxiety: How to Keep your Cool on a Warming Planet, Oakland, California, University of California Press, 2020., vol. 37, 17 août 2021, 346–348 p. (ISSN 0814-0626, DOI 10.1017/aee.2021.13, lire en ligne)
- (en) McMichael A.J & Lindgren E (2011) Climate change: present and future risks to health, and necessary responses. Journal of Internal Medicine, 270: 401–413
- (en) Bronwyn Wake, « Understanding eco-anxiety », Nature Climate Change, vol. 12, no 10,‎ octobre 2022, p. 884–884 (ISSN 1758-678X et 1758-6798, DOI 10.1038/s41558-022-01497-0, lire en ligne, consulté le 5 octobre 2022)
- John Cook, Understanding and Countering Misinformation About Climate Change, IGI Global, 2022, 1633–1658 p. (ISBN 978-1-6684-3686-8 et 978-1-6684-3687-5, lire en ligne)
- Koolen, R., & van Dijk, G. (2024). Countering misinformation about climate change among climate skeptics. In Proceedings of Communicating Climate Hope: Countering eco-anxiety and climate doomism in research and practice. url=https://research.tilburguniversity.edu/files/98763983/Koolen_Van_Dijk_climatehope_camera-ready.pdf